# Limán del Molochna
El limán del Molochna o también estuario del Molochna (en ucraniano: Молочний лиман, que significa, «estuario lechoso»), es un limán formado en el punto en el que el río Molochna desemboca en la costa noroeste del mar de Azov, con el que conecta a través de un canal artificial. En la ribera del estuario hay algunos campamentos para niños.
Desde 1974 el limán es una reserva hidrológica de importancia nacional. 
El limán del Molochna es el hogar de muchas aves, que anidan, desovan y crían debido a la gran cantidad de pescado. Además, hay 14 especies de plantas y animales que figuran en el Libro Rojo de Ucrania. El 23 de noviembre de 1995, 22.000 hectáreas de la región fueron declarados sitio Ramsar (nº ref. 770).